# Чернышёв, Игорь Петрович
Игорь Петрович Чернышёв — советский военный моряк-катерник в годы Великой Отечественной войны, писатель. Капитан 1-го ранга.

## Биография
Родился в 1919 году в Москве. Член ВКП(б) с 1942 года.
С 1939 года — в ВМФ СССР. В июле 1941 года окончил Высшее военно-морское училище имени М. В. Фрунзе. Был направлен на Балтийский флот, участник Великой Отечественной войны, помощник командира малого охотника за подводными лодками, затем командир катера «МО-302».
С 1943 года — командир звена 3-го дивизиона сторожевых катеров истребительного района Охраны водного района Кронштадтского морского оборонительного района. Прославился на Балтийском флоте уникальным морским боем двух советских катеров против 13-ти финских, который произошёл поздним вечером 23 мая 1943 года. Сторожевые катера «МО-303» и «МО-207» из состава звена старшего лейтенанта Чернышёва (находился на катере «МО-303») прибыли на линию корабельного дозора для обеспечения прохода подводной лодки по фарватеру в минных заграждениях. Вскоре ими были обнаружены два отряда по 5 катеров противника в каждом (разные авторы называют их немецкими или финскими). Доложив на базу о появлении противника, Чернышёв отказался от безопасного отхода своих катеров по протраленному фарватеру, поскольку таким образом он бы указал его противнику; вместо этого он решил атаковать. Катера скрытно подошли к финнам на максимально возможное расстояние, а когда противник заметил их и открыл огонь — на предельной скорости при непрерывном ведении артиллерийско-пулемётного огня прорезали их строй. Тем самым бой превратился в беспорядочную «свалку», но финны лишились преимущества своего численного превосходства. По советским данным, был потоплен 1 финский катер и 1 получил тяжелые повреждения. Также получившие прямые попадания советские катера вышли из боя, но на отходе столкнулись ещё с одним отрядом (3 катера). Не давая времени противнику перестроиться, Чернышёв вновь прорезал их строй в строю уступа. Когда в бою «МО-207» получил повреждения и потерял ход, Чернышёв направил свой «МО-303» (командир катера к тому времени получил тяжелые ранения и Чернышёв заменил его) на окружившие его катера противника и разогнал их, не дав добить огнём повреждённый катер. После восстановления хода оба катера оторвались от преследования. Многие члены экипажей получили ранения, командир «МО-207» старший лейтенант Николай Иванович Каплунов умер от ран при возвращении, ещё 2 моряка погибли в бою. По сообщению Совинформбюро от 25 мая, в этом бою потоплены 2 и сильно повреждён один катер противника, в послевоенной литературе чаще писали о потоплении 1 катера противника и повреждении нескольких. По финским данным — получили повреждения финский торпедный катер «Раю» и сторожевой катер «СКА-17» (приведён на базу на буксире), зато «были потоплены» оба советских катера. За доблесть, проявленную в этом бою, командир звена старший лейтенант Чернышев И. П. первым на Балтийском флоте был награждён орденом Александра Невского.
Затем — командир отряда малых охотников, командир дивизиона катеров. С февраля по октябрь 1945 года служил в штабе Юго-Западного морского оборонительного района Балтийского флота.
С 1946 года — преподаватель в Высшем Военно-морском училище имени М. В. Фрунзе. Работал также членом редколлегии журнала «Морской сборник», военный журналист, автор нескольких сотен публикаций в-основном в военной периодической печати. Автор 9 книг об участии военных моряков в Великой Отечественной войне.
С 1958 года член Союза журналистов СССР, с 1977 года — член Союза писателей СССР.
Умер в Москве в 1994 году. По завещанию похоронен в водах Балтийского моря.

## Награды
- Орден Красного Знамени (9.07.1942)
- Орден Александра Невского (24.05.1943)
- Два ордена Отечественной войны (22.07.1944, 11.03.1985)
- Два ордена Красной Звезды (26.02.1953, 16.12.1972)
- Медаль «За боевые заслуги» (6.11.1947)
- Медаль «За оборону Ленинграда» (1944)
- Медали СССР
- Медаль «Победы и Свободы» (Польша)[7]

## Сочинения
- На морском охотнике. — М.: Военное издательство, 1949[8].
- Коэффициент надежности. Повесть и рассказы. — Л.: Лениздат, 1966.
- Сорок тысяч огненных миль. — Саратов: Приволжское книжное издательство, 1968.
- Трудный фарватер. — М.: Воениздат, 1974.
- С мечтой о море. — М.: Воениздат, 1976.
- На торпедном катере. — Л.: Лениздат, 1977. (в соавт. с В. Касаевым).
- Катера уходят в балтийскую ночь. — М.: ДОСААФ, 1979.
- О друзьях-товарищах. — Л.: Лениздат, 1981.